# Jeff Doucette
Jeff Doucette é um ator norte-americano nascido em 1947. Doucette apareceu em mais de 92 filmes e séries de televisão que incluem Splash, All The Way,The Dentist 2, Desperate Housewives, Weird Science e Newhart. Ele tem sido usado como ator de voz em uma série de filmes animados.